# Алфедена (Л'Аквила)
Алфедена (итал. Alfedena) је насеље у Италији у округу Л'Аквила, региону Абруцо.
Према процени из 2011. у насељу је живело 785 становника. Насеље се налази на надморској висини од 892 м.

## Становништво
Према резултатима пописа становништва 2011. у општини је живело 785 становника.
| 1931. | 1936. | 1951. | 1961. | 1971. | 1981. | 1991. | 2001. | 2011. |
| ----- | ----- | ----- | ----- | ----- | ----- | ----- | ----- | ----- |
| 1.971 | 1.706 | 1.421 | 1.164 | 1.936 | 740   | 741   | 716   | 785   |